# Guerra con le Stazioni Orbitanti
Guerra con le Stazioni Orbitanti è un arco narrativo a fumetti caratterizzato da una forte continuity e pubblicato in cinque albi della serie regolare di Nathan Never, pubblicata dalla Sergio Bonelli Editore. Il primo albo è uscito nel giugno 2004 (albo numero 157) e si è conclusa nell'ottobre dello stesso anno (albo numero 161). Prodromi della trama si hanno fin dagli albori della serie, tanto da essere presenti fin da quello che doveva essere il primo albo, poi pubblicato come numero 74. Prequel diretto di questa saga è la storia doppia pubblicata sugli albi 132 e 133.

## Trama
La saga narra della guerra tra la Terra e le quattro principali stazioni orbitanti (Melpomene, Talia, Tersicore e Calliope), i cui coloni vogliono ottenere l'indipendenza dal pianeta madre. La tensione politica tra le due fazioni è caratteristica della serie fin dai primi numeri: le colonie spaziali dipendono comunque dal punto di vista alimentare dalla Terra e quindi finora si sono viste solo schermaglie.
La guerra con le stazioni orbitanti è la conseguenza di lunghi anni di tensioni politiche ed economiche tra le stazioni orbitanti e la Terra: questa tensione sfocia in una guerra breve (circa 5 settimane) che ha il suo apice col precipitare (voluto) della stazione orbitante Urania (abbandonata ed usata come "arma finale") contro la "Città". Anche qui si nota il rimando al cartone animato Gundam: infatti, la sigla di apertura di Gundam contiene anch'essa il precipitare di una stazione orbitante sulla Terra. Solo con l'aiuto degli avveniristici mezzi tecnologici di Mister Alfa (stazione di teletrasporto) Gli agenti Alfa riescono a limitare i danni causati dall'impatto di Urania sulla Terra: ciononostante, i danni alla Città sono ingentissimi, poiché i primi 5 livelli diventano inagibili.
Da notare che la città è costituita, ai tempi della guerra con le stazioni orbitanti, da otto livelli, strutturati all'incirca come una piramide: il primo (quello più basso) è ufficialmente disabitato ma occupato da criminali, senzatetto e altri figuri. La popolazione è di circa 200 milioni di abitanti. Poiché il precipitare di Urania causa inondazioni e danni tali per cui i primi 5 livelli diventano inagibili, e poiché Urania cade con poco preavviso, è da supporre che la città non sia stata evacuata in tempo: è conseguenza logica che i morti devono essere stati necessariamente varie decine di milioni, come riportato nel numero 161, pagina 93. Una situazione del genere avrebbe necessariamente generato situazioni altamente infettive, richiedendo misure di emergenza, come le fosse comuni; il problema viene risolto, come detto da Nathan nel numero 22 di Agenzia Alfa, immettendo nei livelli distrutti sostanze in grado di sciogliere completamente i corpi defunti, lasciando solo le ossa.
Durante la narrazione della guerra sono anche stati eliminati alcuni agenti Alfa: le sorelle Ross e l'ex soldato Luke. Inoltre l'agente Alfa Al Goodman si licenzia, ed anche Legs abbandona l'Agenzia. Nel n. 162 Dopo l'apocalisse, la narrazione riprende con uno stacco di tre anni dalla fine della guerra. La situazione di emergenza impone una forte riduzione dei diritti civili e la creazione di un corpo di polizia in cui il poliziotto è anche giudice e può comminare la pena direttamente sul posto, anche la pena capitale. La figura di questo giudice-poliziotto è molto simile a quella di Giudice Dredd. La vita riprende più o meno normale, e dopo circa tre anni la situazione è normalizzata ed i giudici-poliziotto vengono aboliti, anche in seguito ad alcuni abusi da parte degli stessi. Alla fine del numero 196, la stazione Urania, teletrasportata in un "altroquando", riappare e precipita sulla Città generando distruzione per chilometri e chilometri. Curiosamente, Urania resta "sospesa" per qualche secondo come se fosse ancora controllata dalle unità di teletrasporto, per poi adagiarsi sulla Città.
L'esercito è diviso in due fazioni, una che appoggia i piani di indipendenza delle colonie ed un'altra fedele alla Terra. I riferimenti alla continuity del fumetto sono molti:
- Un gruppo di ammiragli fedeli al Senato delle Colonie Orbitali il cui esponente più in vista è il comandante Longstreet è prigioniero sulla Terra dopo un tentativo di colpo di Stato.
- Marte è controllato, seppur da dietro le quinte, da una misteriosa setta di uomini mascherati, i Pretoriani
- Mister Alfa ha garantito il suo appoggio alle Stazioni Orbitali ed in questo è supportato dai suoi agenti Wolf e Logan e dalla Sorellanza delle Telepati.
- Una quinta stazione orbitale, Urania, è rimasta un enorme relitto nello spazio in seguito ad un attacco terroristico ed è successivamente divenuta il rifugio del pirata spaziale Rockhal
- Esiste inoltre una piccola stazione orbitale, Bersabea, che è diventata una sorta di zona franca spaziale

## Fazioni

### Stazioni Orbitanti
Le Stazioni Orbitanti fanno riferimento ad un Senato con sede a Melpomene. A capo del Senato c'è Ada Morgan, spalleggiata dai suoi consiglieri Dasky e Mako.
Gli alleati delle stazioni orbitanti sono:
- Mister Alfa: ha promesso di fornire a Ada Morgan una flotta spaziale e un esercito a terra. Per questo motivo, Mister Alfa sta sviluppando i suoi Hu-serv, goffe emulazioni di esseri umani che sono controllabili solo per via telepatica: Mister Alfa si avvale quindi dell'aiuto di Resya e Shandra, unici membri della Sorellanza delle Telepati sopravvissute all'attacco di Skotos.
- Pretoriani e il pirata spaziale Rockhal: aiutano la Morgan nei suoi progetti riguardo all'uso di Urania nella guerra.

### Terra
La Terra fa riferimento al Consiglio di Sicurezza, il cui presidente è Nadia Galya. Darver, legato da un contratto di ferro al Consiglio di Sicurezza, è costretto a concedere alla presidente la disponibilità totale dei suoi uomini, che vengono divisi come segue:
- Nathan Never e Simphony Ross sono addetti alla sicurezza della stessa Galya;
- Legs Weaver e Link sono sulla nave spaziale Scarlet Meteor;
- Branko e May Frayn sono sulla stazione spaziale Galahad Shield;
- Luke Sanders e Melody Ross sono inviati presso la base militare di Khad
- Sigmund Baginov e Harmony Ross devono formare un gruppo per l'analisi dei dati informatici durante tutto il corso della guerra.

Tra gli agenti ricorrenti sono esclusi Al Goodman, che si occuperà degli aspetti logistici dall'Alfa Building, e Andy Havilland, per le sue precarie condizioni di salute.

## Episodi

### 157 - Ultimatum alla Terra
Scritto da Stefano Vietti e disegnato da Roberto De Angelis e Germano Bonazzi, l'albo narra dello scoppio della guerra.
Un gruppo di minatori spaziali scopre casualmente l'esistenza delle gigantesche serre spaziali costruite dalle stazioni orbitanti allo scopo di ottenere l'indipendenza sulle forniture di cibo dalla Terra. I minatori sono sterminati da una nave da guerra delle Stazioni davanti Sabrina Dorset, una delle responsabili delle serre. La donna, sconvolta, raggiunge la Terra e l'Agenzia Alfa, che mette immediatamente al corrente della situazione il Consiglio di Sicurezza. Alcuni consiglieri, il cui tornaconto personale è più importante della sicurezza del mondo, lasciano trapelare la notizia. Nel frattempo l'incrociatore spaziale Antietam viene inviato nello spazio per verificare l'effettiva esistenza delle serre, viene attaccato da un'imponente flotta spaziale comandata dalla Merrimack che lo distrugge. L'incrociatore riesce comunque a inviare un siluro di memoria a Terra, che mostrerà alle alte sfere terrestri non solo l'esistenza delle serre, ma anche della flotta spaziale di Melpomene. Avvisata dell'accaduto, Ada Morgan decide di attaccare per prima e invia a terra un commando, fornitole da Mister Alfa, per liberare gli ammiragli imprigionati durante la crisi Sherman, mentre la flotta si dirige verso la terra. Nel frattempo gli agenti Alfa vengono riuniti per essere inviati verso la loro destinazione.

### 158 - Dichiarazione di guerra
Scritto da Stefano Vietti e disegnato da Germano Bonazzi, l'albo narra dei primi eventi di guerra.
L'ammiraglio Longstreet viene assegnato al comando della Merrymack, mentre Ada Morgan progetta il primo attacco verso la Galahad Shield. Gli agenti Alfa sono nel frattempo convocati e assegnati alle rispettive missioni, mentre alla fine della riunione irrompe Andy Havilland che colpisce Darver, sfodera la pistola e si allontana solo dopo essere stato calmato da Janine Spengler. La nave da battaglia Scarlet Meteor attacca nel frattempo le serre spaziali. Legs e Link fanno parte di un gruppo di sabotatori, ma la loro navicella viene distrutta e Legs rimane, anche se viva, gravemente ferita e da sola nello spazio, prima di essere salvata da Link. Sigmund e Harmony rintracciano un gruppo di giovani hacker (Jennifer, Hug, Carl e Alex), tra i migliori in circolazione, per creare un'antenna in grado di captare ogni tipo di comunicazione proveniente dallo spazio. All'arrivo presso la sede del Consiglio di Sicurezza, Nathan e Nadia Galya si fanno strada attraverso un gruppo di militanti pacifisti. Una manifestante lancia quella che sembra una granata, che rimane inesplosa. La giovane si fa strada attraverso la sicurezza impugnandone un'altra dirigendosi verso Galya e Nathan ordina di spararle. La ragazza rimane uccisa, mentre la presunta granata si rivela essere un semplice fumogeno rosa.
Nello spazio, le tre serre sono conquistate, mentre le alte sfere terrestri attendono ora un contrattacco verso la terra, motivo per cui la Galahad Shield, comandata dall'ammiraglio Tolwyn e la Scarlet Meteor, comandata da Patrick O'Shea, sono richiamate verso il pianeta madre. Sul pianeta Marte, casualmente il pilota Jerry Lone trova il consigliere Dasky prendere accordi con un Pretoriano ed pirata spaziale Rockhal e avvisa l'Agenzia Alfa. Andy Havilland, a letto ubriaco, viene raggiunto da Logan, la migliore agente di Mister Alfa, che gli inietta un medicinale in grado di curare il suo male.

### 159 - Il giorno degli eroi
Scritto da Stefano Vietti e disegnato da Paolo Di Clemente, l'albo racconta della più grande battaglia spaziale della guerra
Legs e Link sono riportati in salvo sulla Terra: Legs è ferita ma se la caverà, mentre May scopre di essere destinata ad una missione segreta su Marte: Link la sostituirà al fianco di Branko. Mentre Mister Alfa, grazie all'aiuto delle Telepati, è in grado di fornire ad Ada Morgan un esercito di Hu-Serv, inizia la battaglia spaziale più importante della guerra. Per poter distruggere la Gettysburg, la Scarlet Meteor usa il cannone ad impulsi, che impedisce il ripristino degli scudi spaziali. Sulla terra, l'esercito di Hu-Serv, comandati dal clone deforme di Luke Sanders conquista diversi avamposti, tra cui la base di Khad: Melody e Luke, dati per dispersi, vengono salvati da un gruppo di guerriglieri locali. La nave di Link e Branko nel frattempo abborda una nave cargo delle colonie: viene così scoperto non solo il coinvolgimento di Mister Alfa, ma anche il trasporto di tecnologia ad alto costo verso la stazione di Bersabea. Patrick O'Shea, resosi conto che la sua nave è prossima alla distruzione, usa la sua nave come proiettile spaziale per distruggere l'ammiraglia nemica, sacrificando la sua stessa vita, mentre dalla Galahad Shield l'ammiraglio Tolwyn riesce a costringere il resto della flotta nemica alla ritirata utilizzando la rete di missili di difesa orbitale. La vittoria è della Terra, ma il prezzo è molto alto. May, nel frattempo, è arrivata in prossimità dell'orbita marziana.

### 160 - Sotto la maschera
Scritto da Stefano Vietti e disegnato da Roberto De Angelis, l'albo racconta delle ultime battaglie spaziali della guerra.
Unitosi a guerriglieri di Khad, Luke Sanders si scontra con il suo clone, che dopo averlo riconosciuto lo porta in un posto isolato e gli rivela che i piani di Ada Morgan, insondabili ancora persino per Mister Alfa, coinvolgono in qualche modo la base di Khad. Luke e Melody ritornano quindi verso l'Alfa Building, dove Darver sta organizzando una missione su Bersabea, insieme ai servizi segreti del S.I.M., per scoprire cosa stia tramando Ada Morgan sulla stazione. Il capo del Senato Orbitale e Mister Alfa sono ai ferri corti: Mister Alfa minaccia la donna di privarla dei suoi scudi, ma il capo delle stazioni orbitanti non è preoccupata, manifestando così l'esistenza di un piano di emergenza. I due rompono la loro alleanza: Ada Morgan trama con il S.I.M. per eliminarlo, mentre Mister Alfa disattiva i suoi Hu-Serv sulla Terra e decide di inviare su Bersabea Logan e il suo nuovo agente, Andy Havilland, per distruggere i piani della sua ex-alleata. Giunto su Bersabea assieme a Branko, Luke Sanders e al capitano Folke del S.I.M., Nathan comincia ad indagare e scopre che su Bersabea è stata costruita una tecnologia in grado di fornire uno scudo spaziale a tutte le stazioni orbitali. Il capo del progetto è proprio la sua ex-compagna Hadija Hab' Ahmal, che viene uccisa davanti ai suoi occhi da Andy Havilland, su ordine di mister Alfa, che non vuole perdere il suo potere su Ada Morgan. Nel frattempo il S.I.M., aiutato anche dalle telepati desiderose di vendicarsi di Mister Alfa perché ha permesso la distruzione del loro tempio da parte di Skotos, arriva sulla base lunare di Mister Alfa, per nuclearizzarla. Su Marte, May Frayn, inizia la sua ancora misteriosa missione.

### 161 - La caduta di Urania
Scritto da Stefano Vietti e disegnato da Roberto De Angelis, l'albo racconta della fine della guerra.
May riesce a violare la banca dati dei Pretoriani, si procura le informazioni richieste da Darver e con Jerry Lone fugge dal pianeta rosso. Il commissario Akron, del S.I.M. lancia l'attacco finale contro mister Alfa, che riesce a salvarsi prima che la sua nuova base sia nuclearizzata, mentre Wolf, che si rivela essere un robot, rimane distrutto nello scontro.
Legs e Nathan si incontrano: la donna cerca di consolare l'amico, che le confessa di aver dovuto veder morire Hadija per rendersi conto di amarla ancora. La flotta terrestre circonda oramai Melpomene. Mentre Dasky cerca di convincere Ada Morgan ad una resa senza ulteriori vittime, la donna si rifugia in una stanza segreta in cui solo lei ha accesso. Le informazioni rubate su Marte da May le danno poco tempo per attuare il suo piano finale: scagliare la stazione di Urania come un missile sulla Terra, usando la base di Khad, opportunamente programmata dal fedele Mako, come segnalatore: la stazione punterà contro la sede dell'Agenzia Alfa, che la Morgan incolpa per essere stati tra le principali cause della sua sconfitta. Nel frattempo May scopre quali sono i piani della Morgan e lo comunica alla base sulla Terra. Mister Alfa, ancora vivo, si mette in contatto con Darver e gli comunica che gli mette a disposizione la sua tecnologia per teletrasportare Urania altrove. Tre distorsori vanno però attivati prima che sia tardi. I tre gruppi sono presto formati: Nathan e Branko, Luke e Melody e le altre due gemelle Ross. Mentre gli altri gruppi riescono ad attivare i distorsori, Luke e Melody hanno problemi. Le altre due gemelle si avvicinano per aiutarli, e riescono nella missione, anche se troppo tardi per salvarsi la vita. I quattro muoiono mentre Branko e Nathan sono stati salvati da Jerry Lone e May. Uno spezzone di Urania, che si è staccato, precipità in mare creando un'onda anomala che sommerge la città, mentre gli agenti sopravvissuti trovano rifugio sulla vecchia base di Skotos. Urania scompare nel cielo, ma l'onda sonica è talmente forte da arrecare comunque forti danni alla città. Tra le vittime, la stessa Galya, che si rifiuta di cercare salvezza anche pentita per non aver voluto dare credito alle parole del clone di Sanders. Inoltre viene generata una potente onda elettromagnetica che investe tutte le strumentazioni della città. Su Melpomene, Ada Morgan si è nel frattempo suicidata. La pace viene firmata, mentre la Terra concede l'indipendenza alle Stazioni Orbitanti. La saga si chiude con Nathan che visita la famiglia della ragazza che ha fatto uccidere, riappacificandosi con la madre.

## Conseguenze della saga
- Nathan svilupperà un forte odio e volontà di vendetta nei confronti di Andy Havilland, che lo porterà alcuni anni dopo ad ucciderlo[3]
- Legs abbandona l'Agenzia, dopo una brutta lite con Darver. Questo abbandono, unito al salto cronologico di tre anni successivo alla saga, darà la possibilità agli autori di sviluppare nuove storie sulla collana del personaggio, indipendenti da quanto stava avvenendo sulla collana madre[4]. Anche Al Goodman, uno dei personaggi presenti find ai primi albi, decide di lasciare. Contando le morti di Luke e delle gemelle Ross e il tradimento di Havilland, l'organico dell'Alfa si riduce di ben sette unità, e questa carenza di personale verrà citata più volte negli albi degli anni successivi, fornendo spunto per storie relative proprio al reclutamento di nuovi agenti.
- Per mantenere l'ordine pubblico in questa città decadente, nascerà l'ordine dei Proconsoli, una sorta di commando di giudici-poliziotto, vagamenti ispirati al personaggio del Giudice Dredd[5][6].
- Una delle robot-segretarie di Mr. Alfa, sopravvissuta all'apparente distruzione della base lunare del personaggio, avrà un ruolo da antagonista principale nella prima trilogia della Squadra Fantasma in Universo Alfa.
- L'onda elettromagnetica colpisce anche i quattro hacker che lavorano per Sigmund, che diventano i primi Tecnopati, protagonisti di una delle sottotrame sviluppate negli anni successivi.
- La morte di Hadija, l'ultima compagna del protagonista, permetterà agli autori di riportare in scena il personaggio di Sara McBain, l'ex amante di Nathan[7] e di approfondire il loro rapporto.

## Critica
La saga, opera di Stefano Vietti, e il successivo arco narrativo pubblicato tra l'albo 162 ed il 164, opera di Michele Medda, sono considerate tra le storie più significative della serie.
La saga conclude alcune sottotrame presenti fin dai primi albi della serie (tanto che il conflitto stesso nell'idea iniziale dei creatori doveva essere presentato quasi subito), aprendone tuttavia di nuove che si dipanano dagli eventi conclusivi. Utile a questo è anche la morte di alcuni personaggi, come Nadia Galya o la succitata ex compagna di Nathan, Hadija Hab' Ahmal. Se l'antagonismo tra le colonie terrestri e il pianeta madre è stato per molti albi una citazione abbastanza esplicita del franchise di Gundam , gli albi conclusivi della guerra sembrano rifarsi agli attentati dell'11 settembre 2001 e alle guerre del mondo reale che si stavano svolgendo in medioriente contemporanee alla pubblicazione, scatenate da questo attacco terroristico.
In una storia decisamente corale, che vede anche l'introduzione di nuovi personaggi (poi quasi subito scomparsi dalle scene o ripresi sono dopo molti albi), sia il protagonista Nathan Never sia i comprimari abituali sembrano assumere un ruolo ben poco influente sullo svolgersi degli eventi e le conseguenze delle loro azioni a volte sembrano il frutto di pura casualità.

## Edizioni straniere
La saga è stata pubblicata nel 2010 dalla Aleta Ediciones nel mercato in lingua spagnola, raccolta in due volumi dal titolo Ultimátum a la Tierra e La caída de Urania.
Nel 2015 è stata pubblicata, sempre raggruppata in due albi, dall'editore croato Libellus, nei numeri 53 e 54 della collana dedicata a Nathan never.